# Cor Kalfsbeek
Cor Kalfsbeek (Zevenhuizen, 3 januari 1933) is een Nederlandse architect.

## Leven en werk
Kalfsbeek volgde van 1950 tot 1954 de Hogere technische school te Groningen. Hij was van 1954 tot 1958 bouwkundig opzichter/tekenaar in de gemeente Leek en Beilen. Van 1958 tot 1960 was hij bouwkundig medewerker bij het bureau Curatoren van de Rijksuniversiteit Groningen (RUG). Studeerde aan de Academie van Bouwkunst Groningen van 1959 tot 1964, met aantekening afgestudeerd bij architect Antonius Albertus Oosterman en mentor Arno Nicolaï. Van 1960 tot 1967 Hoofd bouwtoezicht in de Gemeente Borger. In 1967 richtte hij zijn eigen bureau, Architectenbureau Cor Kalfsbeek, op. In 1997 werd het bureau overgedragen aan de medewerkers Chris Stuut, Henk Bakker, Rob Hendriks en Erik de Leeuw, die het bureau voortzetten onder de naam DAAD architecten. 
Sinds 1999 werkzaam onder de naam Architectenbureau Cor Kalfsbeek architectuur BNA ∙ Sibylle Kalfsbeek interieur BNI.

## 1967 – 1976
In deze periode wordt met een klein bureau aan veelal kleinschalige en sociaal georiënteerde opdrachten gewerkt: woningbouw voor ouderen, alleenstaanden, multiculturele centra (van crèche tot mortuarium onder één dak) en lagere scholen. Locaties liggen vaak in het centrum van oude dorpen: belangrijk is hier het openbreken van grote volumes in geschakelde units. De sociaal-maatschappelijke verandering wordt architectonisch verbeeld in meervoudige toegankelijkheid van gebouwen: de sociale controle houdt dan op te bestaan. Kalfsbeek is geïnspireerd door Aldo van Eyck, Herman Hertzberger, Piet Blom.

### Werken (een keuze)
- Hotel Bieze - Borger / 1967
- Sporthal - Borger / 1967
- Multicultureel Centrum 'De Tippe' - Vledder / 1969
- Vrijgezellenwoningen - Borger / 1969
- Gemeentehuis - Borger / 1972
- Multicultureel Centrum 'De Brinkhof' - Norg / 1972
- Rabobank - Ten Boer / 1972
- Multicultureel Centrum 'De Spinde' - Dalen / 1974
- Bibliotheek - Winschoten / 1975
- Bibliotheek - Enschede / 1975
- Stadhuis - Winschoten / 1975

## 1976 – 1985
Opdrachten worden groter, het arbeidsbureau in Assen is de eerste opdracht van de Rijksgebouwendienst. Kalfsbeek ontmoet zijn vrouw in Berlijn. Zijn schoonvader en architect Hans Bandel stimuleert hem richting de grotere opgave. Hernieuwde kennismaking met de stad en inspiratie door de architectuur van onder andere het Bauhaus. Met het gemeentehuis in Bergen wordt een nieuwe weg in zijn architectuur ingeslagen. Kalfsbeek geeft zijn medewerkende architecten veel artistieke ruimte, wat wel geïnterpreteerd wordt als de vele gezichten van Kalfsbeek.

### Werken (een keuze)
- Multicultureel Centrum - Soest / 1976
- Arbeidsbureau - Assen / 1976
- Bibliotheek - Eelde / 1976
- Bibliotheek - Roden / 1976
- Gemeentehuis - Bergen (NH) / 1977
- VAM kantoor - Wijster / 1977
- Scholencomplex - Eibergen / 1977
- Rabobank - Norg (nu huisartsenpraktijk) / 1978
- Gezondheidscentrum 'De Weide' - Hoogeveen / 1982
- Uitbreiding gevangenissen Esserheem en Norgerhaven - Veenhuizen / 1985

## 1986 – 1997
De samenwerking met de Italiaanse architecten Giorgio Grassi en Adolfo Natalini vat Kalfsbeek later kort samen: “Van Grassi heb ik veel geleerd en van Natalini niets.” Kalfsbeek deelt met Grassi het besef dat de stedenbouwkundige verkenning de basis van een geslaagd gebouw is maar is zelf geen aanhanger van rigide gevelexpressie. Wel vindt hij de Openbare Bibliotheek Groningen een van de meest geslaagde voorbeelden op alle schaalniveaus van stedenbouwkundige inpassing van een groot programma in de binnenstad.

### Werken (een keuze)
- Energiebedrijf EEG - Groningen / 1987
- Rabobank - Thesinge (nu woning) / 1988
- Restauratie Korenbeurs - Groningen / 1988
- Co-architect Openbare Bibliotheek Groningen in samenwerking met Giorgio Grassi / 1988
- Kantoor Waterschap Hunsingo - Onderdendam / 1989
- Gomarus College - Groningen / 1990
- Hoofdkantoor PTT pensioenfonds - Groningen / 1990
- Kantoren Ernst & Young - Groningen / 1991
- Co-architect Waagstraat complex in samenwerking met Adolfo Natalini - Groningen / 1992
- Dierenkliniek - Klijndijk / 1992
- Arrondissementsrechtbank Twente - Almelo / 1992
- Ondergrondse gasopslag in samenwerking met landschapsarchitect Alle Hosper - Langelo / 1992
- Stichting Opmaat (woonvorm gehandicapten) - Bedum / 1992
- Gerrit Krolbrug Korreweg in samenwerking met Maarten Schmitt - Groningen / 1992
- Arrondissementsrechtbank - Utrecht / 1994
- Kantoor Bestuursdienst Gemeente in het Waagstraat complex - Groningen / 1994
- Verbouw Van Mesdag Kliniek (FPC Dr. S. van Mesdag) - Groningen / 1995
- Emmaviaduct - Groningen / 1995
- Winkels- en woningbouw stadshart - Ede / 1996

## 1999 – heden
Start van ontwerpbureau Cor Kalfsbeek architectuur bna - Sibylle Kalfsbeek Interieur bni.
Kalfsbeek ontwerpt veel voor particuliere opdrachtgevers in het buitengebied. Met de schaalvergroting van de landbouw komen veel boerenbedrijven leeg te staan. Kalfsbeek ziet het als een opdracht en uitdaging om in nieuwe opgaven te pogen de herinnering aan deze grote bouwvolumes vast te houden. Voor hem omvat het landschap ook de bebouwing – met het verdwijnen van de boerderijen dreigt dan ook het landschap te verdwijnen. Kalfsbeek werkt bij voorkeur samen met een landschapsarchitect.

### Werken (een keuze)
- Landgoed 'Heidehof' (nu de Natuurbegraafplaats Hillig Meer) - Eext / 1999
- Verbouw Landgoed 'Vledderhof' - Vledder / 2000
- Drentse Golf & Countryclub - Zeijen / 2004
- Landgoed Sol in samenwerking met landschapsbureau Bleeker|Nauta - Wapserveen /2004
- Tandartspraktijk - Rolde / 2005
- Fotogalerie NOORDERLICHT in samenwerking met Van Dam architecten - Groningen / 2005
- Resort Hof van Saksen in samenwerking met landschapsbureau Bleeker|Nauta - Nooitgedacht / 2007
- Landgoed 'Huis te Wiel' in samenwerking met NEXT architecten - Eck en Wiel / 2007
- Brug Westpoort (Groningen) in samenwerking met David de Boer (Pluspeil) - Groningen / 2008
- Kantoor/woning Cor & Sibylle Kalfsbeek - Paterswolde / 2008
- Uitbreiding kantoren Stichting Het Drentse Landschap - Assen / 2008
- Stal Arcadia in samenwerking met landschapsbureau Bleeker|Nauta - Vledder / 2009
- Landgoed 'Dodshoorn' - Grolloo / 2009
- Lodges De Zeegser Duinen in samenwerking met landschapsbureau Bleeker|Nauta - Zeegse (in ontwikkeling) / 2010
- uitbreidingen en aanpassingen Hof van Saksen - Nooitgedacht / 2015
- een 26 tal woningen en verbouwingen in Lieveren, Groningen, Vledderveen, Vledder (2), Essen, Paterswolde(3), Zuidwolde, Peize, Haren(2), Bennekom, Almen, Roden, Niebert, Zeijen, Dwingeloo, Havelte, Gasselternijveenschemond, Warffum, Eext, Adorp, Harenermolen, Assen, Wittelte / 2000  –  heden

## Diversen
- Lid denktank Stichting Innovatie Veenkoloniën / 2002–'06
- Lid Ontwikkelingsmaatschappij Delfzijl (OMD) / 2003 – 2010
- Medeoprichter Drents Architectuur Centrum (DAC) – Assen / 2006
- Film 'In Context' door Stichting Beeldlijn: Gunnar Daan en Cor Kalfsbeek 'on route' / 2012

## Waardering
- BNA (Bond van Nederlandse Architecten) gebouw van het jaar NOORD: Kantoor/woonhuis Cor & Sibylle Kalfsbeek (eerste prijs) / 2009
- Ridder in de Orde van Oranje Nassau / 2009
- BNA gebouw van het jaar NOORD: Stal Arcadia (nominatie) / 2010
- Harry de Vroome penning / 2014
- Culturele prijs van Drenthe / 2016